# Holsworthy-Internierungslager

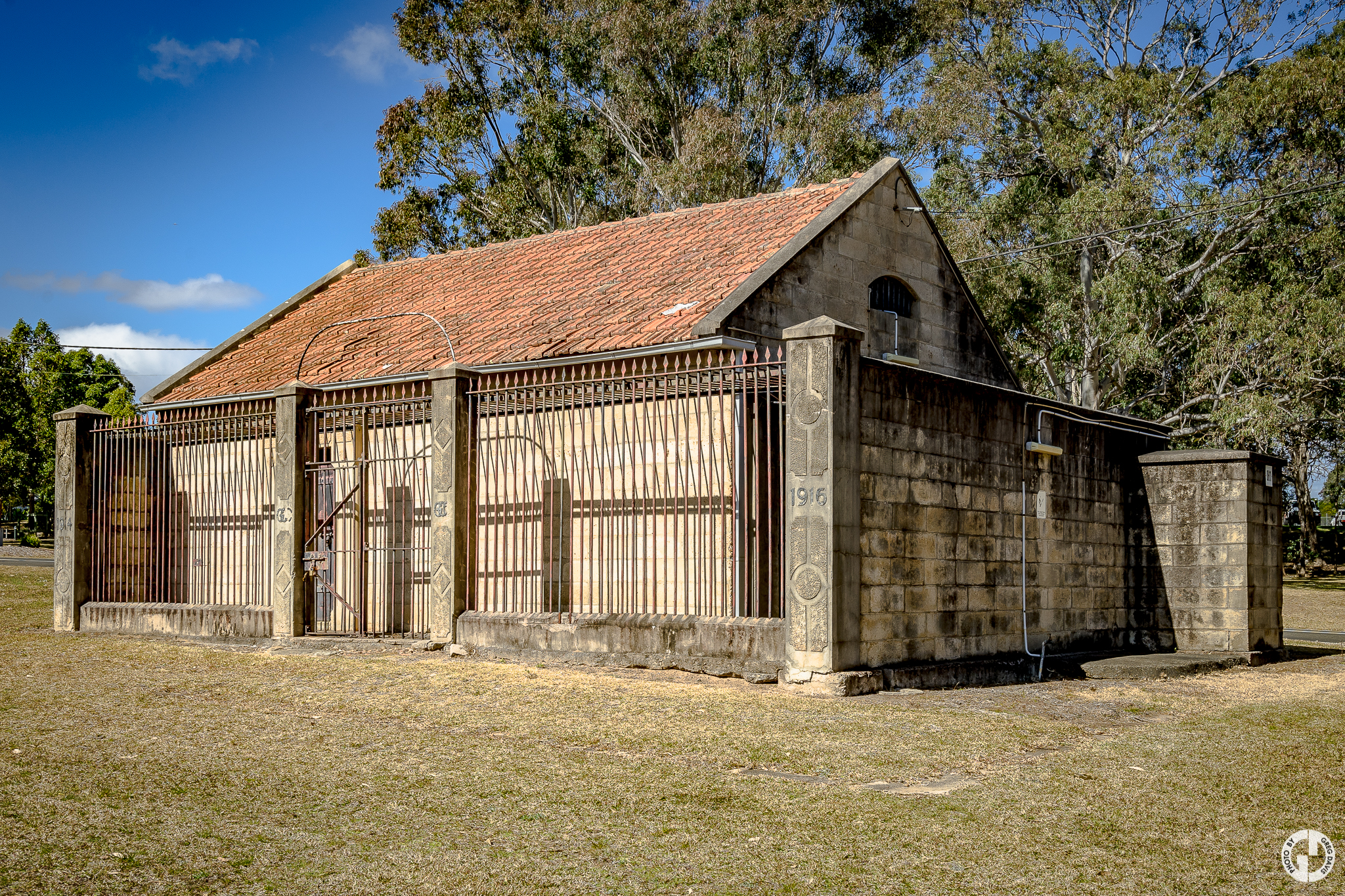
Gefängnisgebäude für Internierte, genannt Sing Sing, das später als Pulvermagazin und Gemischtwarenladen genutzt wurde.

Das Holsworthy-Internierungslager (englisch Holsworthy Internment Camp, bis 1918 Holdsworthy-Internment Camp) befand sich südwestlich von Holsworthy, einem Vorort Sydneys im Verwaltungsbezirk Liverpool City von New South Wales in Australien. Es war das größte australische Internierungslager im Ersten Weltkrieg, das mit 4000 bis zu 6000 Internierten belegt war.

## Begrifflichkeit
Im Ersten Weltkrieg wurden die Internierungslager in Australien allgemein als Concentration Camps bezeichnet. Der ins Deutsche wörtlich übersetzte Begriff Konzentrationslager spiegelt eine gänzliche andere Wirklichkeit wider, die sich auf das verbrecherische Regime des Dritten Reichs (1933–1945) bezieht, daher ist eine derartige Übersetzung obsolet. In der neueren australischen Literatur wird die Bezeichnung Concentrations Camps für Internierungslager nicht mehr verwendet.
Im Zweiten Weltkrieg wurden die australischen Internierungslager allgemein als Internment Camps bezeichnet.

## Vorgeschichte
1913 erwarb das australische Militär 32.375 Hektar Land bei Holsworthy. Die australische Bundesregierung erließ im Jahr 1914 den War Precautions Act. Nach diesem Gesetz konnten Deutsche oder deutschstämmige Personen oder Personen, die mit dem kriegsführenden Deutschen Reich verbündet waren, zu enemy aliens (deutsch: innere Feinden) erklärt und in Lagern interniert werden. Zunächst wurde diese Personen in Militärbaracken oder -trainingslagern untergebracht. Bald wurden spezielle Unterkünfte und weitere Internierungslager landesweit eingerichtet.

## Lebensumstände
Die Verhältnisse im Lager werden in der Literatur unterschiedlich beurteilt. Im Gegensatz zu den Lagern Trial Bay Gaol und Berrima-Internierungslager, die nicht umzäunt waren und liberaler geführt wurden, gab es hier einen Stacheldrahtzaun um das Lagergelände. Die Internierten und die Kriegsgefangenen wurden zu Arbeiten verpflichtet. Im Zweiten Weltkrieg war die Zwangsarbeit von Kriegsgefangenen untersagt. Das Lagerkomitee und die militärische Lagerleitung kooperierten. Die Insassen erbauten Theater, Kaffees und Restaurants. Es gab einen Gemischtwarenladen, eine Metzgerei, Zeitungsstände, Gebrauchtwarenläden und Obstläden, in denen die Insassen einkaufen konnten. Die Lagerinsassen, die über finanzielle Mittel verfügten, konnten sich das Lagerleben bequemer gestalten. Internierte, die über keine Mittel verfügten, erhielten aus Überschüssen der unternehmerisch betriebenen Geschäfte Gelder. Die hygienischen Verhältnisse waren primitiv und das Wachpersonal war überfordert. Es gab Probleme, die meist aus der langen Verweildauer der Insassen resultierten, im Einzelfall bis zu sechs Jahren. Da eine kriminelle Bande im Lager Geld und Gegenstände erpresste, kam es 1915 zu einem Aufruhr im Lager, wobei Selbstjustiz geübt wurde. Nachdem 14 Kriminelle aus dem Lager ins Gefängnis kamen, beruhigte sich die Lage wieder.

## Insassen
Im Ersten Weltkrieg wurden Kriegsgefangenen sowie hauptsächlich deutsch- und österreich-ungarisch-stämmige Personen, die teilweise schon seit Generationen in Australien lebten, in Internierungslagern festgehalten. Bis zum Ende des Ersten Weltkriegs im Jahr 1918 war Österreich-Ungarn ein Vielvölkerstaat.
Ferner wurden Internierte aus anderen Lagern, die zu klein oder nicht geeignet waren, ins Holsworthy-Internierungslager verlegt. Das Lager Trial Bay Gaol wurde beispielsweise geschlossen, weil ein Angriff deutscher Kriegsschiffe befürchtet wurde, das Lager auf Rottnest Island wurde aufgelöst, weil die hygienischen Verhältnisse untragbar wurden und eine sichere Verpflegung nicht gewährleistet werden konnte.

## Internierungslager
Anfang September 1914 wurden etwa 100 deutsche Marinesoldaten ins Holsworthy-Internierungslager gebracht. Dort fanden sie eine Anzahl von Zelten auf einem offenen Feld vor. Es gab keine Möbel, für Betten mussten die Insassen Leinen und Stroh kaufen oder Moos aus dem Busch besorgen. Tische und Stühle mussten sie selbst anfertigen. Später wurden die Zelte durch Baracken ersetzt. Zwischen den Baracken befanden sich drei Meter breite Wege, und im Abstand von vier Baracken sieben Meter breite Straßen. Kochen war in den Baracken nicht erlaubt. Die Küchen lagen nahe bei den Latrinen. Fliegen waren deshalb eine ständige Belästigung. Im Mai 1916 wurden sechs Duschen mit Kaltwasser, 20 mit Heißwasser und 48 Waschgelegenheiten im Freien gezählt. Ein Backhaus entstand im September 1918. Das Lagergelände war mit Draht umzäunt und außerhalb befand sich ein Wachturm, auf dem ein Maschinengewehr montiert war. Das Gefängnis im Lager wurde Sing Sing genannt, hier wurden Insassen nach Fluchtversuchen und kriminellen Taten im Lager inhaftiert.

### Arbeit
Die ersten Lagerinsassen mussten vier Stunden täglich den Busch roden. Nach einem Aufruhr im Jahr 1915 (siehe weiter unten) wurde die Arbeit im Lager neu geregelt. Je 500 Insassen arbeiteten morgens und andere 500 abends. Diese Gruppen wurden nach 14 Tagen von der Arbeit freigestellt und andere Internierte in gleicher Anzahl eingeteilt. Ab Mai 1917 rodeten 750 bis 800 Arbeiter den Busch und bauten Straßen. Im Februar 1917 begann die Arbeit an einem 2,2 Kilometer langen Teilstück einer Eisenbahnlinie von Liverpool zum Lager und einer Eisenbahnbrücke, die im Januar 1918 fertiggestellt wurde. Insassen mit guter Führung durften Gemüse anbauen und verkaufen.

### Lagerkomitee
Es gab in Australien mehrere Internierungslager, aber nur in den Lagern Trail Bay Gaol, Berrima und Holsworthy ein Lagerkomitee. Dieses Komitee plante und organisierte in Abstimmung mit dem Lagerkommandanten das Leben im Lager.
Regelungen wurden abgestimmt wie sportliche Aktivitäten, Schaffung von Gelände zur sportlichen Betätigung und entsprechende Gartenanlagen. Bauliche Maßnahmen, künstlerische Arbeiten und Herausgabe von Zeitungen wurden besprochen. Der Einkauf von Samen, Material für die Theateraufführungen und zur Herstellung von kunstgewerblichen Artikeln, von Musikinstrumenten und zur Abhaltung von Wettbewerben wurde geklärt.
Das Kaffee und die Kantine im Lager wurden wie ein Unternehmen geführt. Gelder, die eingenommen wurden, mussten verwaltet werden. Überschüsse wurden denjenigen Internierten zur Verfügung gestellt, die nicht arbeiten konnten und keine Gelder von ihren Verwandten oder ihren Unternehmen erhielten. Die Überschüsse der Kantine wurden zur Finanzierung für Maßnahmen im Lager verwendet oder als Bonus an jeden Internierten ausgezahlt.
Bildungsmaßnahmen, wie das Erlernen der englischen Sprache, Musik, Fotografieren, Malerei usw. wurden angeboten. Manche erlernten das Tischlerhandwerk.

### Lagerleben
Die Lagerinsassen waren baulich aktiv. Die entstehenden Bauten wurden von den Insassen mit Erlaubnis der Lagerleitung geplant und gebaut.
Anfang November 1914 führte das Deutsche Theatre Liverpool seine erste Aufführung in einem Zelt auf. Später wurde den Lagerinsassen erlaubt ein Theater zu bauen, das im Juni 1915 fertiggestellt war. Bald gab es vier Theater sowie ein Open-Air-Theater im Lager.
Musikergruppen entwickelten sich zu Orchestern, die zuerst im Lager spielten und später vor den Einwohnern von Liverpool.
Die australische Regierung hatte das Vermögen einiger wohlhabender Lagerinsassen konfisziert. Sie durfen aber Geld für persönliche Zwecke einzusetzen. Andere Insassen eröffneten kleine Geschäfte. 1918 gab eine Metzgerei, Obstläden, neun Kaffees und Restaurants. Es gab auch ein Pfandhaus, Secondhand- und Bekleidungsläden, eine Lederwerkstatt, Buchbinderei, Zigarettenstände und Leihbibliotheken.
Das Lager war überfüllt, die sanitären Anlagen primitiv. Zwischen den ethnischen Gruppen und politischen Auffassungen im Lager gab es Differenzen. Hitze, Kälte, Nebel und Langeweile, Stress und ein Leben ohne Familie und ohne das berufliche Leben führen zur sogenannten barbed wire disease (deutsch: Stacheldrahtkrankheit). Das Wachpersonal verspottete die Insassen und schoss auch auf sie. Einige Internierte versuchten zu fliehen oder begingen Selbstmord. Viele kamen, wenn sie sich renitent verhielten, ins Lager-Gefängnis.

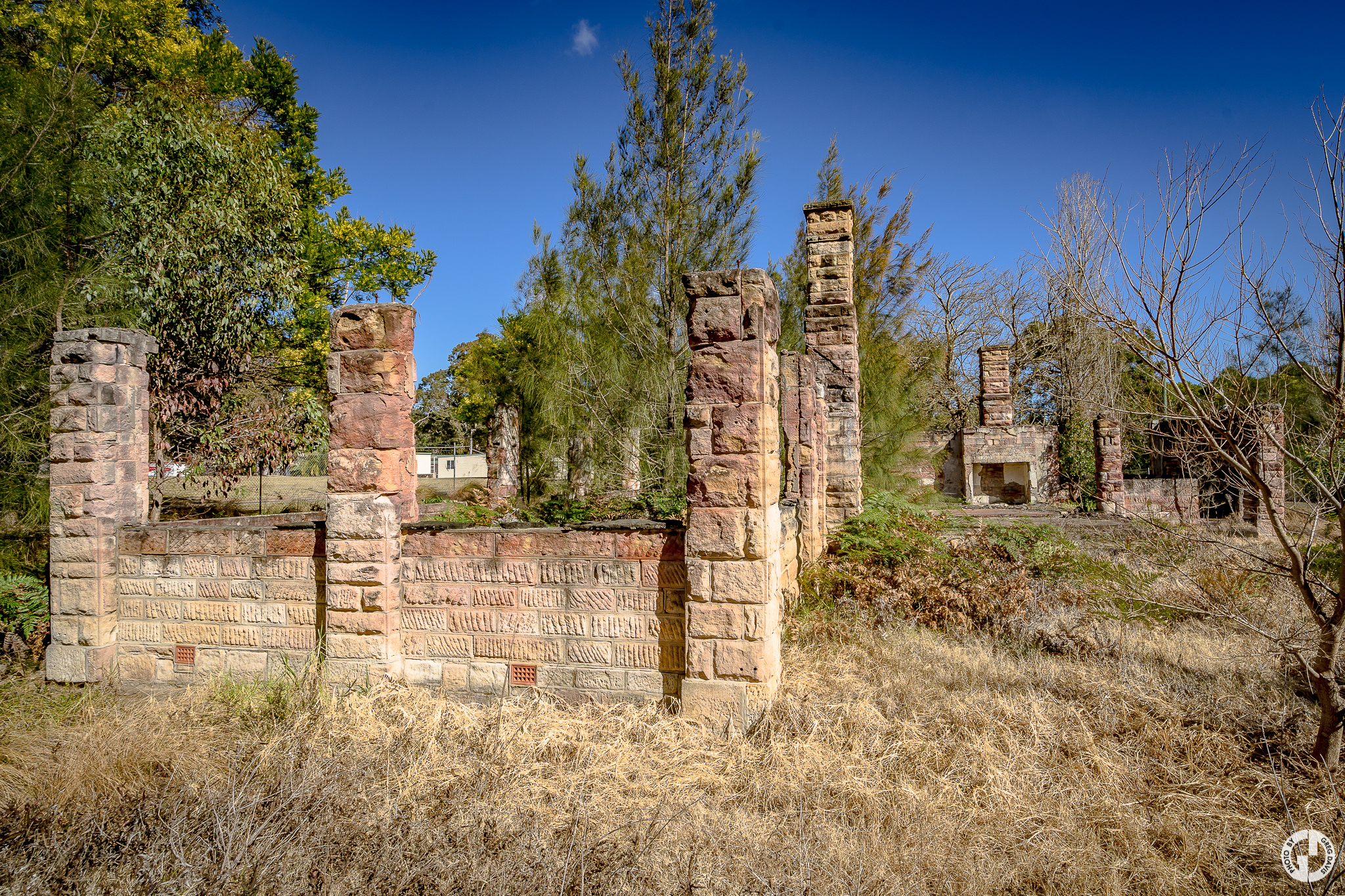
Ruine der Sergeanten-Messe und Billardraum aus Sandstein
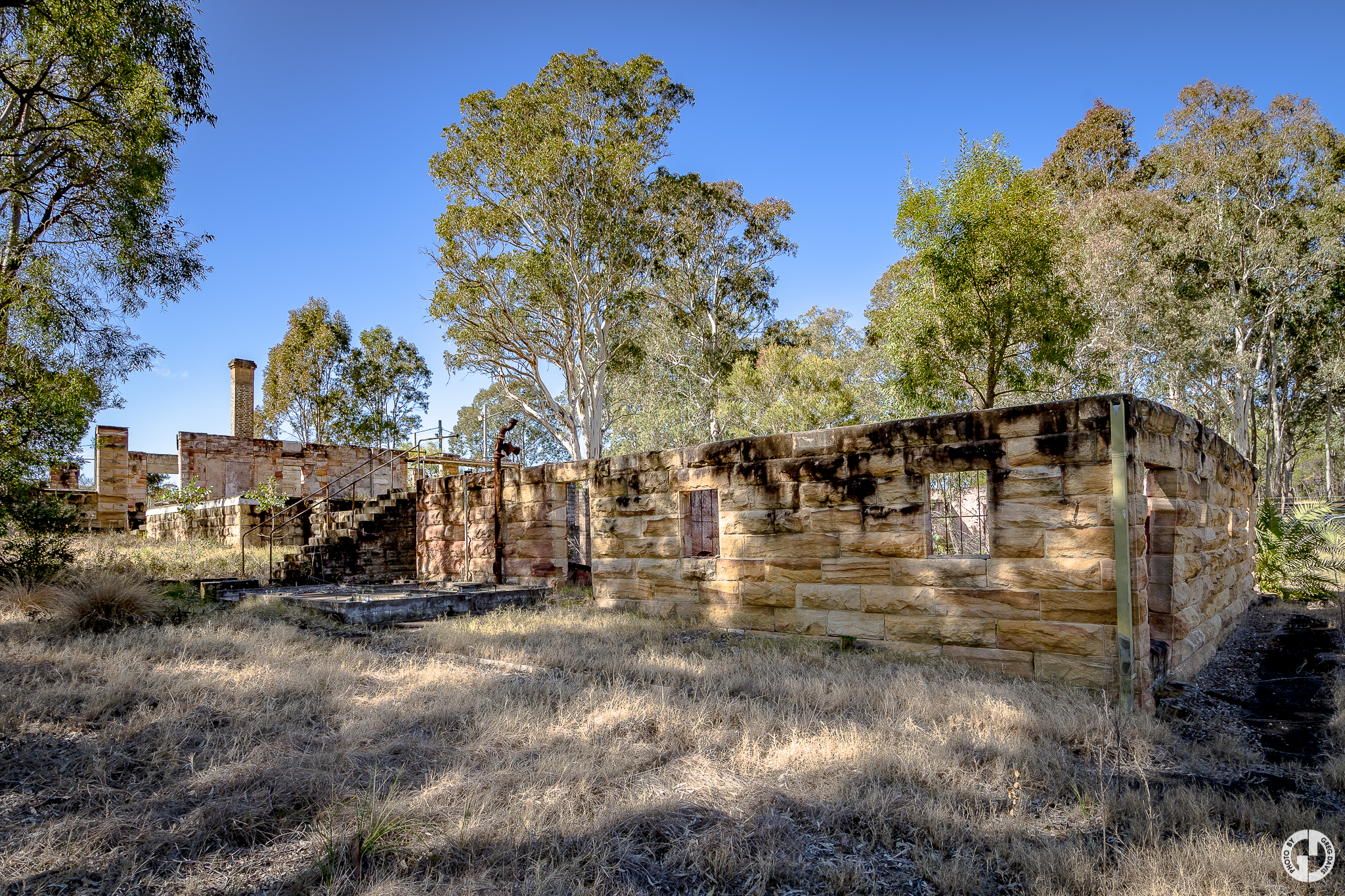
Aufenthaltshalle für das Wach- und Militärpersonal

### Aufruhr
Anfang 1915 gab es im Lager einen Aufstand wegen zu geringer Verpflegung und schlechter Arbeitsverhältnisse. Das Lagerkomitee und die militärische Lagerführung konnten sich in dem Konflikt nicht einigen. Die Insassen wurden auf Waffen und gefährliche Gegenstände untersucht. Internierte, die die Anweisungen nicht befolgten, kamen ins Gefängnis. Der Freigang außerhalb des Lagergeländes wurde untersagt und ein Wachturm mit Maschinengewehr außerhalb des Lagers aufgebaut. Das Lager wurde umzäunt.
Einen weiteren Aufruhr gab es im Jahr 1916 wegen einer Verbrecherbande, genannt Black Hand mit serbischen Mitgliedern. Diese Bande bedrohte Internierte und erpresste von ihnen Geld und Waren. Dem Lagerkomitee gelang es, die Bande zu unterwandern. Am 18. April 1916 kam es zu einem Aufruhr, die Internierten gingen gegen die Kriminellen vor. Der Lagerleitung unter Oberst Sand gelang es nicht, dies zu verhindern. Zwei Kriminelle wurden erschlagen. Am 19. April fand man den Anführer der Verbrecherbande namens Portman tot auf. Später wurden 14 Mitglieder der Black Hand ins Gefängnis geworfen und es kehrte wieder Ruhe im Lager ein.
Als Wachmannschaften waren meist Dienstuntaugliche beschäftigt, die an schlechter Gesundheit litten und Schichtdienst verrichten mussten. Sie waren für diesen Dienst wenig geeignet. In anderen Berichten werden sie auch als brutal und kriminell dargestellt.

### Schließung
Nach dem Ende des Ersten Weltkriegs waren noch etwa 5600 Personen interniert, davon stellten etwa 1000 Anträge auf Naturalisierung. Lediglich 306 Anträge wurden genehmigt, darunter 179 naturalisierte und in Australien geborene Personen. Im Mai 1920 wurde das Lager geschlossen.
Im Mai 1919 kam in Sydney das Schiff Willochra aus Neuseeland an. Die Passagiere waren mit Spanischer Grippe infiziert. 101 Personen von diesem Schiff wurden ins Lager gebracht und 665 Lagerinsassen auf diesem Schiff repatriiert. Weitere Männer wurden ins Lager gebracht und deportiert. Hunderte der 4000 Insassen wurden mit der Grippe infiziert, davon starben 95. Der letzte erkrankte Insasse starb am 19. Juli 1919. Der letzte Internierte verließ das Lager am 5. Mai 1920, anschließend wurde es als Internierungslager geschlossen.
Im Dezember 1919 wurden die Baulichkeiten des Internierungslagers zum Kauf angeboten. Ein Teil der festen Gebäude, die die Insassen gebaut hatten, war bereits vor Schließung abgebaut worden. Danach verwendete das Militär das Gelände als Trainingsgelände.
Im Zweiten Weltkrieg wurde im Jahr 1939 auf dem Gelände des Holsworthy-Internierungslagers das Liverpool-Internierungslager aufgebaut. Heute (2017) befindet sich dort eine große Kaserne mit Flugplatz, die Holsworthy Barracks.

## Persönlichkeiten im Lager
- Charles Adolph Jerger (1863–1927), katholischer Priester[9]
- Fritz Baur, Unternehmer (1890–1965), 1914 verhaftet in Hongkong und in Australien interniert
- Otto Dempwolff, deutscher Sprachwissenschaftler
- Hermann Detzner, deutscher Kolonialoffizier auf Neuguinea
- Paul Dubotzki, Fotograf und Maler (1891–1961), fotografierte umfangreich das Lagerleben
- Fritz Graebner, deutscher Ethnologe, Häftlingsnummer 4732[10]
- Max Markus Herz (1876–1948), deutscher Orthopäde ab Juli 1915, 1916 nach Trial Bay Gaol verlegt[11].
- Fritz Noetling, Geologe und Paläontologe, deutscher Konsul in Tasmanien, Häftlingsnummer 4733[12]
- Edmund Resch, deutscher Bierbrauer (1847–1923) und bis 1913 niederländischer Konsul in Sydney, der bei seiner Internierung seit 50 Jahren in Australien lebte, seit November 1917[13]
- Nyānatiloka und die anderen deutschen buddhistischen Mönche der Island Hermitage auf Ceylon, bis Ende 1916[14]